# William S. Vare

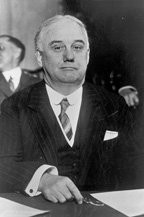
William S. Vare

William Scott Vare, född 24 december 1867 i Philadelphia, Pennsylvania, död 7 augusti 1934 i Atlantic City, New Jersey, var en amerikansk byggföretagare och politiker. Han representerade delstaten Pennsylvanias första distrikt i USA:s representanthus 1912-1923 och 1923-1927. Hans status som senator för Pennsylvania var oklar 1927-1929 innan han slutgiltigt avsattes på grund av valfusk och korruption.
Vare förlorade 1911 i republikanernas primärval inför borgmästarvalet i Philadelphia mot George H. Earle, Jr. som sedan förlorade själva borgmästarvalet mot en obunden kandidat, Rudolph Blankenburg.
Kongressledamoten Henry H. Bingham avled 1912 i ämbetet. Vare vann fyllnadsvalet för att efterträda Bingham i representanthuset. Han avgick i januari 1923 för att tillträda som ledamot av delstatens senat men efterträdde sig själv i och med att han trots allt återvände till USA:s representanthus vid den nya mandatperiodens början i mars 1923.
Vare besegrade sittande senatorn George W. Pepper och guvernören i Pennsylvania Gifford Pinchot i republikanernas primärval inför senatsvalet 1926. Han besegrade sedan tidigare kongressledamoten och ministern William Bauchop Wilson i själva senatsvalet. Anklagelser om valfusk förekom både gällande primärvalet och själva senatsvalet. Guvernör Pinchot vägrade att godkänna valets resultat.
Vare kom till senaten 4 mars 1927 för att presentera handlingarna som rättfärdigar tillträdet som senator. Senaten tog sin tid med att slutgiltigt avgöra huruvida Vare hade rätt till sitt mandat. I december 1929 fattades ett beslut som inte officiellt ogiltigförklarade valresultatet från 1926 men Vare blev i alla fall avsatt från ett ämbete som han aldrig egentligen hade fått inneha. Han bytte senare parti till demokraterna.
Vare är begravd på West Laurel Hill Cemetery i Bala Cynwyd.